# Tortula calcarea
Tortula calcarea là một loài rêu trong họ Pottiaceae. Loài này được Fior.-Mazz. mô tả khoa học đầu tiên năm 1841.